# Onverbogen woord
Een onverbogen woord is in de morfologie een woord dat geen verbuiging kent, dus een woord zonder affixen, ablaut of medeklinkergradatie. In naslagwerken wordt de onverbogen vorm van verbuigbare woorden over het algemeen als lemma gehanteerd.
Woordsoorten die in de meeste talen onverbogen blijven zijn tussenwerpsels, voegwoorden en adposities. Behoudens enkele bijzondere gevallen (zoals de Engelse uitdrukking ifs and buts) worden deze woorden nooit verbogen. Ook het singulare tantum en het plurale tantum zijn onverbogen woorden; ze hebben ofwel alleen een enkelvoud ofwel alleen een meervoud.
Twee woorden die tot hetzelfde paradigma behoren en er ook hetzelfde uitzien, kunnen qua verbuiging toch verschillen. Het werkwoord in Wij lopen is volgens taalkundigen een verbogen vorm van de infinitief lopen; hoewel de twee vormen exact dezelfde vorm hebben, is er in Wij lopen sprake van het zogeheten nulmorfeem.